# Šerići (Zenica)
Pour les articles homonymes, voir Šerići.
Šerići (en cyrillique : Шерићи) est un village de Bosnie-Herzégovine. Il est situé sur le territoire de la ville de Zenica, dans le canton de Zenica-Doboj et dans la fédération de Bosnie-et-Herzégovine. Selon les premiers résultats du recensement bosnien de 2013, il compte 1 382 habitants.

## Géographie
Le village est situé au bord de la rivière Bistričak, un affluent de la Bosna.

## Démographie

### Évolution historique de la population dans la localité
| 1948 | 1953 | 1961 | 1971 | 1981  | 1991  | 2013  |
| ---- | ---- | ---- | ---- | ----- | ----- | ----- |
| -    | -    | 717  | 951  | 1 274 | 1 475 | 1 382 |

|  |